# Irish League 1909-1910
L'Irish League 1909-1910 è stata la 20ª edizione della prima divisione del campionato nordirlandese di calcio.
Il campionato era formato da otto squadre e il Cliftonville vinse il titolo. Non vi furono retrocessioni.

## Classifica finale
| Pos. | Squadra        | G  | V | N | P | GF | GS | Punti |
| ---- | -------------- | -- | - | - | - | -- | -- | ----- |
| 1    | Cliftonville   | 14 | 8 | 4 | 2 | 25 | 15 | 20    |
| 2    | Belfast Celtic | 14 | 9 | 0 | 5 | 25 | 13 | 18    |
| 3    | Linfield       | 14 | 5 | 5 | 4 | 19 | 20 | 15    |
| 4    | Distillery     | 14 | 5 | 3 | 6 | 14 | 13 | 13    |
| 4    | Derry Celtic   | 14 | 4 | 5 | 5 | 19 | 21 | 13    |
| 6    | Bohemians      | 14 | 4 | 3 | 7 | 20 | 31 | 11    |
| 6    | Glentoran      | 14 | 5 | 1 | 8 | 23 | 23 | 11    |
| 6    | Shelbourne     | 14 | 2 | 7 | 5 | 15 | 24 | 11    |

G = Partite giocate; V = Vittorie; N = Nulle/Pareggi; P = Perse; GF = Goal fatti; GS = Goal subiti; 